# Dennis Dun
Dennis Dun (Stockton, 19 aprile 1952) è un attore statunitense.

## Carriera
Dun ha avuto diversi ruoli importanti in film, in particolare ne L'anno del dragone, Grosso guaio a Chinatown, L'ultimo imperatore, Il signore del male, Thousand Pieces of Gold e Warriors of Virtue. È apparso anche in progetti asiatici e americani indipendenti come My American Vacation e My Life Disoriented. È stato un  membro regolare del cast della serie televisiva della NBC Voci nella notte.

## Filmografia parziale

### Cinema
- L'anno del dragone (Year of the Dragon), regia di Michael Cimino (1985)
- Grosso guaio a Chinatown (Big Trouble in Little China), regia di John Carpenter (1986)
- L'ultimo imperatore (The Last Emperor), regia di Bernardo Bertolucci (1987)
- Il signore del male (Prince of Darkness), regia di John Carpenter (1987)
- Venus Rising, regia di Leora Barish e Edgar Michael Bravo (1995)
- Qualcosa di personale (Up Close & Personal), regia di Jon Avnet (1996)

### Televisione
- Fifty/Fifty (Partners in Crime) – serie TV, un episodio (1984)
- La bella e la bestia (Beauty and the Beast) – serie TV, un episodio (1988)
- Voci nella notte (Midnight Caller) – serie TV, 61 episodi (1988-1991)
- Grace Under Fire – serie TV, un episodio (1995)
- La tata (The Nanny) – serie TV, un episodio (1998)
- Streghe (Charmed) – serie TV, un episodio (2001)
- JAG - Avvocati in divisa (JAG) – serie TV, 2 episodi (2001)
- The Bernie Mac Show – serie TV, un episodio (2002)
- I Rugrats da grandi (All Grown Up!) – serie TV, un episodio (2004) – voce
- Luck – serie TV, 4 episodi (2012)

## Doppiatori italiani
Nelle versioni in italiano delle opere in cui ha recitato, Dennis Dun è stato doppiato da:
- Vittorio Stagni in L'anno del dragone
- Claudio De Angelis in Grosso guaio a Chinatown
- Vittorio De Angelis ne Il signore del male
- Marzio Margine in Voci nella notte
- Francesco Meoni in Luck